# 杰佛逊星船
傑佛遜星船，是美國一支於1970年代至1980年代活躍的摇滚乐队，曾經擁有3首冠軍單曲。其前身是出身於舊金山的迷幻搖滾樂團傑佛森飛船。